# Silvia (canción de Miike Snow)
«Silvia» es una canción de la banda sueca de indie Miike Snow. Fue el cuarto sencillo de su debut homónimo "Miike Snow", lanzado el 25 de enero de 2010.
Alcanzó el puesto #154 en el UK Singles Chart.

## Video musical
El videoclip fue dirigido por Marcus Söderlund. Este comienza con los miembros de la banda tirados en una calle sueca, para continuar con imágenes grabadas en slow motion en las que se puede ver al trío caminando hacia el bosque, del que también salen diversos personajes para terminar todos reunidos en medio del bosque. Un vídeo muy extraño, pero la canción de ritmos pop contenidos e influencias electrónicas es muy recomendable.

## Listado de canciones
| CDr, Single, Promo |                          |          |  |
| N.º                | Título                   | Duración |  |
| 1.                 | «Silvia» (Radio Edit)    | 3:59     |  |
| 2.                 | «Silvia» (Álbum Versión) | 6:26     |  |
| 3.                 | «Silvia» (Instrumental)  | 6:43     |  |

| Vinyl, 12" |                                    |          |  |
| N.º        | Título                             | Duración |  |
| 1.         | «Silvia» (Sinden Remix)            | 5:35     |  |
| 2.         | «Silvia» (Robotberget Remix)       | 7:58     |  |
| 3.         | «Silvia» (Hugg & Pepp Remix)       | 5:52     |  |
| 4.         | «Silvia» (Emalkay Remix)           | 5:02     |  |
| 5.         | «Silvia» (Felix da Housecat Remix) | 5:50     |  |

| Descarga Digital (Hook N Sling & Goodwill Remix) |                                          |          |  |
| N.º                                              | Título                                   | Duración |  |
| 1.                                               | «Silvia» (Hook N Sling & Goodwill Remix) | 7:53     |  |

| Descarga Digital (Sebastian Ingrosso & Dirty South Remixes) |                                                             |          |  |
| N.º                                                         | Título                                                      | Duración |  |
| 1.                                                          | «Silvia» (Sebastian Ingrosso & Dirty South Remix)           | 7:12     |  |
| 2.                                                          | «Silvia» (Sebastian Ingrosso & Dirty South Alternative Mix) | 4:08     |  |

## Posicionamiento en listas
| Lista (2010)                   | Mejor posición |
| ------------------------------ | -------------- |
| Reino Unido (UK Singles Chart) | 154            |
| Reino Unido (UK Dance Chart)   | 16             |